# Samurai Warriors
Samurai Warriors, in Giappone Sengoku musō (戦国無双?), è un videogioco per PlayStation 2 e Xbox che descrive la guerra nel Giappone feudale contro Oda Nobunaga. In quella guerra parteciparono i più famosi samurai della storia, fedelmente riprodotti nel gioco. Ci sono 15 personaggi disponibili, corrispondenti a personaggi storici, 10 dei quali diventano disponibili man mano che si procede nel gioco.
È uno spin-off della serie Dynasty Warriors, ambientata invece nella Cina dei Tre regni, e lo stile di gioco è quasi uguale, ma c'è maggiore varietà di nemici e ambientazioni. La trama complessiva è vissuta dal punto di vista di ognuno dei numerosi personaggi del gioco, che ha accesso a tre episodi (quattro per Magoichi Saika) nei quali si sviluppa la storia come vista da egli, più un ultimo episodio comune a tutti (Ultimate Warriors) in cui il personaggio e i suoi sottoufficiali combattono contro l'esercito di Lü Bu, direttamente dalla serie principale Dynasty Warriors.
Del gioco sono stati realizzati in seguito uno spin-off per PlayStation Portable chiamato Samurai Warriors: State of War, che include una modalità multigiocatore, e un seguito, Samurai Warriors 2.

## Personaggi
| Iniziali                                                            | Sbloccabili | Non giocabili                                        | Xtreme Legends                                          |
| ------------------------------------------------------------------- | --- | ---------------------------------------------------- | ------------------------------------------------------- |
| Sanada Yukimura Akechi Mitsuhide Uesugi Kenshin Oichi Hattori Hanzō | Maeda Keiji Oda Nobunaga Ishikawa Goemon Okuni Kunoichi Saika Magoichi Takeda Shingen Date Masamune Noh Mori Ranmaru | Tokugawa Ieyasu Ishida Mitsunari Lü Bu Azai Nagamasa | Hashiba Hideyoshi Imagawa Yoshimoto Honda Tadakatsu Ina |

- Xtreme Legends rende Hashiba Hideyoshi e Imagawa Yoshimoto personaggi giocabili.

## Samurai Warriors: Extreme Legends
L'espansione su disco Xtreme Legends (o XL in breve) aggiunge nuovi contenuti che, tramite la caratteristica "Import", possono fondersi con quelle del gioco originale, anche perché l'espansione possiede caratteristiche tutte sue:
- Oltre ai nuovi personaggi Tadakatsu Honda e Ina, l'espansione rende giocabili Hideyoshi Hashiba e Yoshimoto Imagawa.
- Sono state aggiunte nuove missioni e mappe, oltre che nuove armi, oggetti e abilità.
- Sono state aggiunte tre nuove modalità versus, una nuova modalità sopravvivenza e il livello di difficoltà Novizio, minore del facile in quanto mirato a principianti.
- Nel gioco originale, una volta raggiunto il livello 20 di un qualsiasi personaggio, è possibile comunque continuare a ottenere punti abilità e incrementare i loro attributi, senza farli daccapo. XL aggiunge anche la possibilità di equipaggiarsi con una nuova e più potente sesta arma, scopribile solo nella difficoltà Caos (o Difficile se si acquista il bonus giusto).
- Una volta completato delle missioni speciali, il giocatore può ottenere Punti Bonus per sbloccare caratteristiche speciali, tra cui test sonori e vocali, costumi aggiuntivi abbassamento del livello di difficoltà richiesto per sbloccare la quinta e la sesta arma del personaggio e l'abilità di superare i limiti di default per le caratteristiche del personaggio. Oltre alle missioni speciali, è possibile ottenere punti bonus completando la Storia con tutti i personaggi, sbloccando armi e oggetti rari e/o creando con successo nuovi personaggi.